# Pablo Machín
Pablo Machín Díez (ur. 7 kwietnia 1975 w Sorii) – hiszpański trener i piłkarz, grający na pozycji obrońcy.

## Kariera piłkarska
Machín jest wychowankiem hiszpańskiego klubu CD Numancia. W 1994 roku zadebiutował w pierwszej drużynie tego klubu. W 1998 roku, z powodu kontuzji kolana, zakończył karierę piłkarską.

## Kariera trenerska
Niedługo po zakończeniu kariery piłkarskiej Machín został trenerem. Pierwszym prowadzonym przez niego zespołem był CD Calasanz. W 2000 roku powrócił do Numancii i został trenerem juniorów tego klubu. W 2006 roku został trenerem rezerw Numancii a w 2007 roku asystentem trenera pierwszej drużyny tego klubu. W 2011 roku zaczął samodzielnie prowadzić pierwszy zespół Numancii. Po dwóch sezonach na tym stanowisku, w 2013 roku zrezygnował z tego stanowiska. W 2014 roku został szkoleniowcem Girony FC, z którą w sezonie 2016/17 wywalczył awans do Primera División, gdzie w sezonie 2017/18 prowadzony przez niego zespół był jednym z rewelacji sezonu. W maju 2018 roku został nowym trenerem Sevilla FC.

## Statystyki kariery

### Trener
Aktualne na 23 grudnia 2019.
| Zespół        | Od                  | Do              | Statystyka | Statystyka | Statystyka | Statystyka | Statystyka |
| Zespół        | Od                  | Do              | M          | W          | R          | P          | % W        |
| ------------- | ------------------- | --------------- | ---------- | ---------- | ---------- | ---------- | ---------- |
| CD Numancia B | 1 lipca 2006        | 30 czerwca 2007 | 42         | 21         | 15         | 6          | 50,00      |
| CD Numancia   | 30 czerwca 2011     | 11 czerwca 2013 | 87         | 28         | 29         | 30         | 32,18      |
| Girona FC     | 9 marca 2014        | 28 maja 2018    | 189        | 83         | 50         | 56         | 43,92      |
| Sevilla FC    | 28 maja 2018        | 15 marca 2019   | 50         | 26         | 9          | 15         | 52,00      |
| RCD Espanyol  | 7 października 2019 | 23 grudnia 2019 | 15         | 4          | 3          | 8          | 26,67      |
| Łącznie       | Łącznie             | Łącznie         | 383        | 162        | 106        | 115        | 42,30      |